# Де Жимо
Де Жимо (фр. Deux-Jumeaux) насеље је и општина у северној Француској у региону Доња Нормандија, у департману Калвадос која припада префектури Баје.
По подацима из 2011. године у општини је живело 69 становника, а густина насељености је износила 16,95 становника/km². Општина се простире на површини од 4,07 km². Налази се на средњој надморској висини од 48 метара (максималној 47 m, а минималној 8 m).

## Демографија
| 1962. | 1968. | 1975. | 1982. | 1990. | 1999. | 2011. |
| ----- | ----- | ----- | ----- | ----- | ----- | ----- |
| 124   | 138   | 102   | 101   | 78    | 69    | 69    |

График промене броја становника у току последњих година